# Dockwise Vanguard
Dockwise Vanguard è una nave per carichi pesanti semisommergibile di proprietà e gestita da Dockwise B.V. La Dockwise Vanguard è la seconda nave più grande del suo tipo mai costruita ed è in grado di trasportare carichi fino a 110.000 tonnellate. L'unità è stata progettata per trasportare impianti petroliferi e di gas offshore, ma può anche portare altre navi e agire come un impianto di bacino di carenaggio in mare aperto.

## Dati progettuali
Dockwise Vanguard ha una piattaforma di prua piatta che misura 70 per 275 metri (230 x 902 ft), permettendo un carico più lungo e più largo del ponte. La sua piattaforma è del 70% più grande di quella della Blue Marlin, la terza più grande nave per carichi pesanti. Il ponte a tenuta stagna permette all'acqua di scorrervi sopra senza mettere a rischio la nave.

## Galleria d'immagini

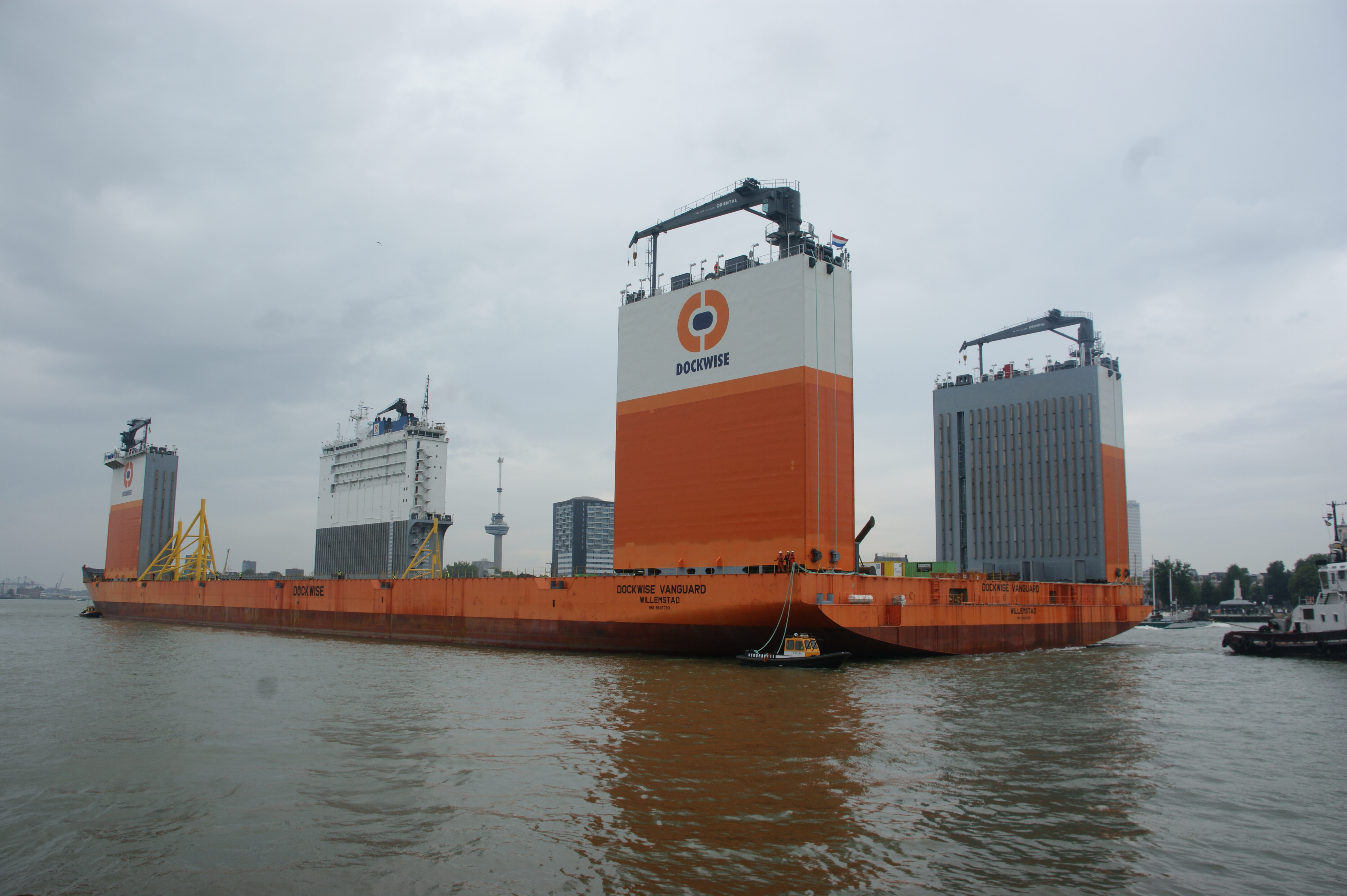
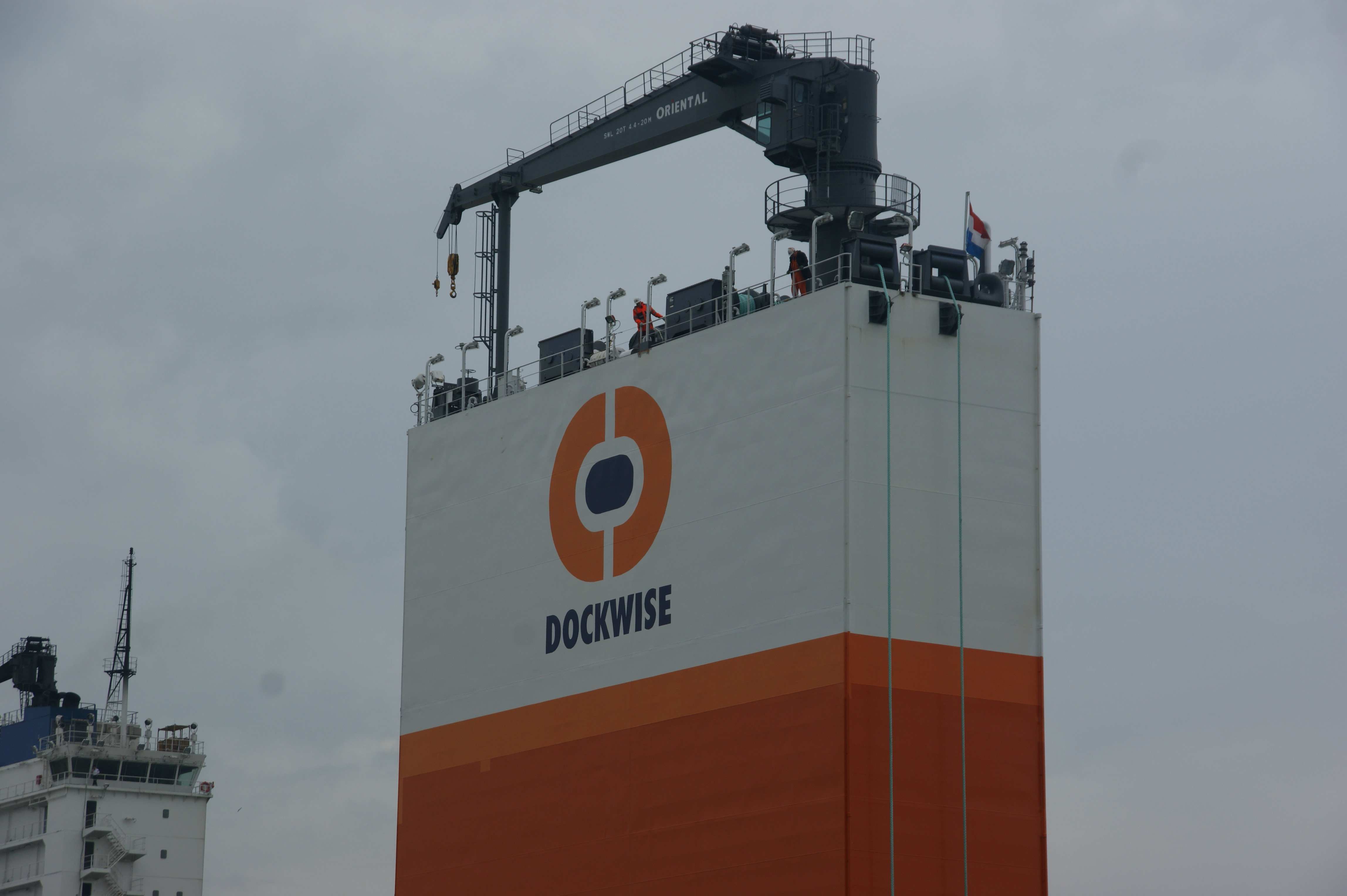
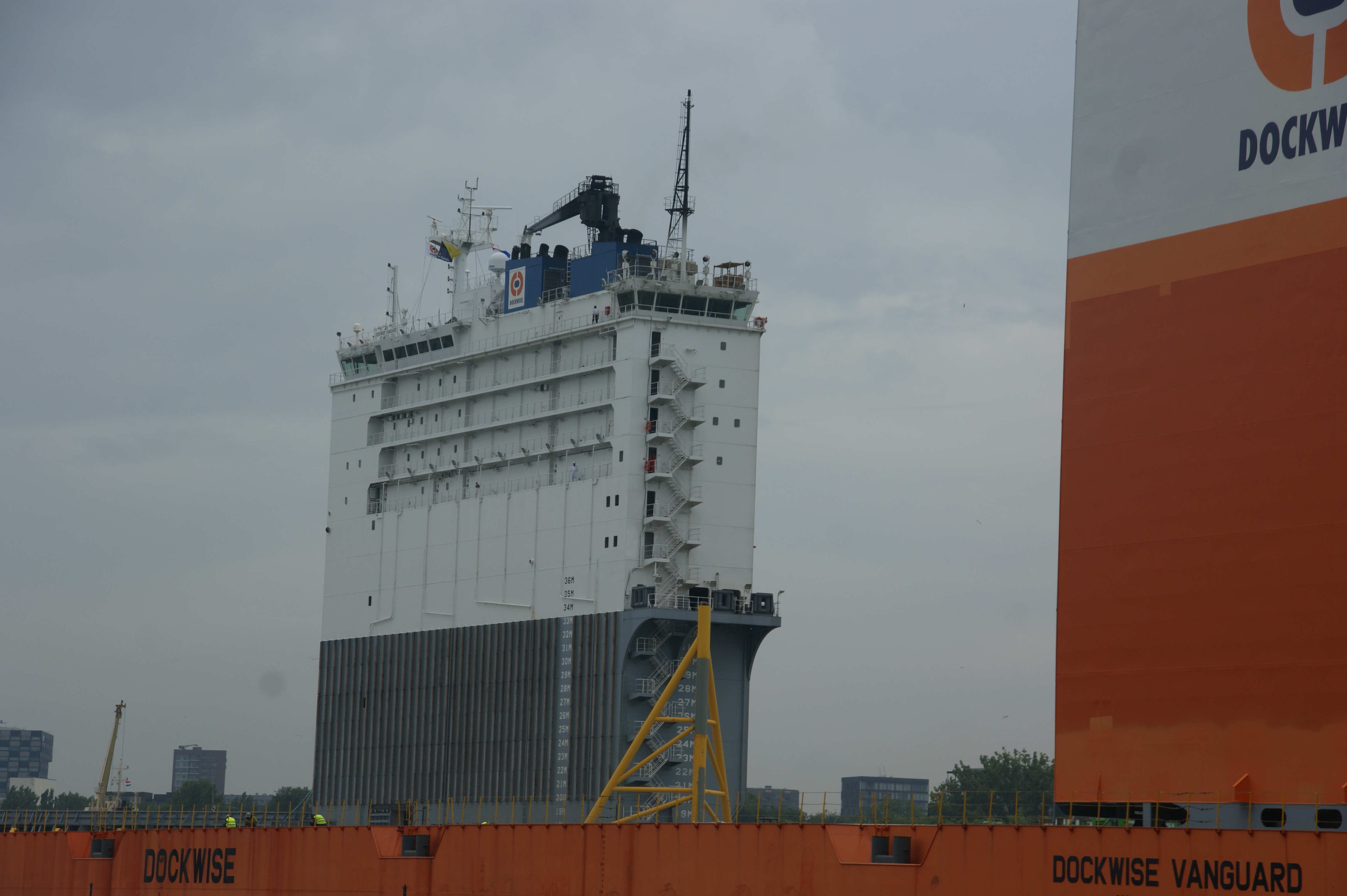
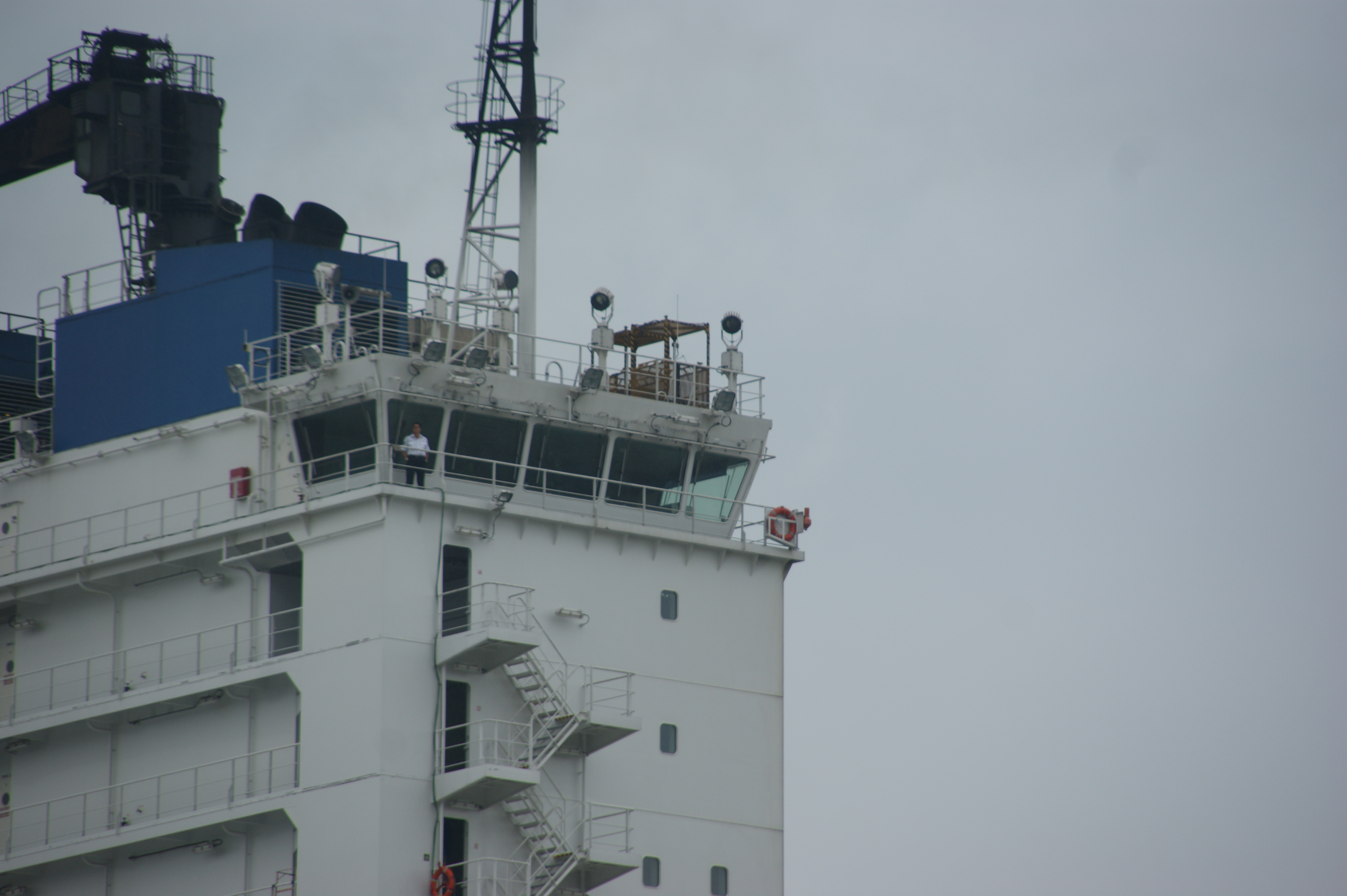
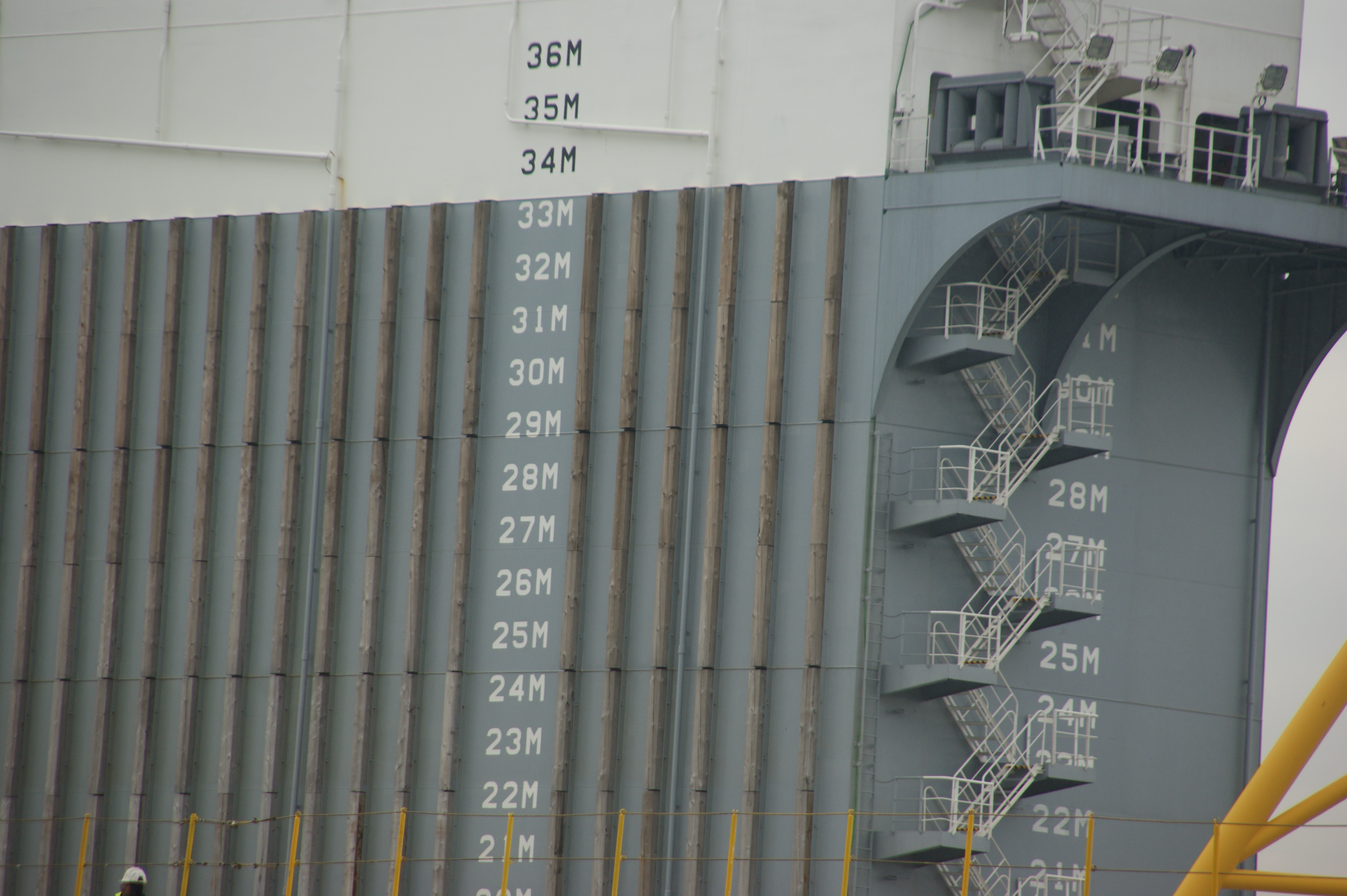
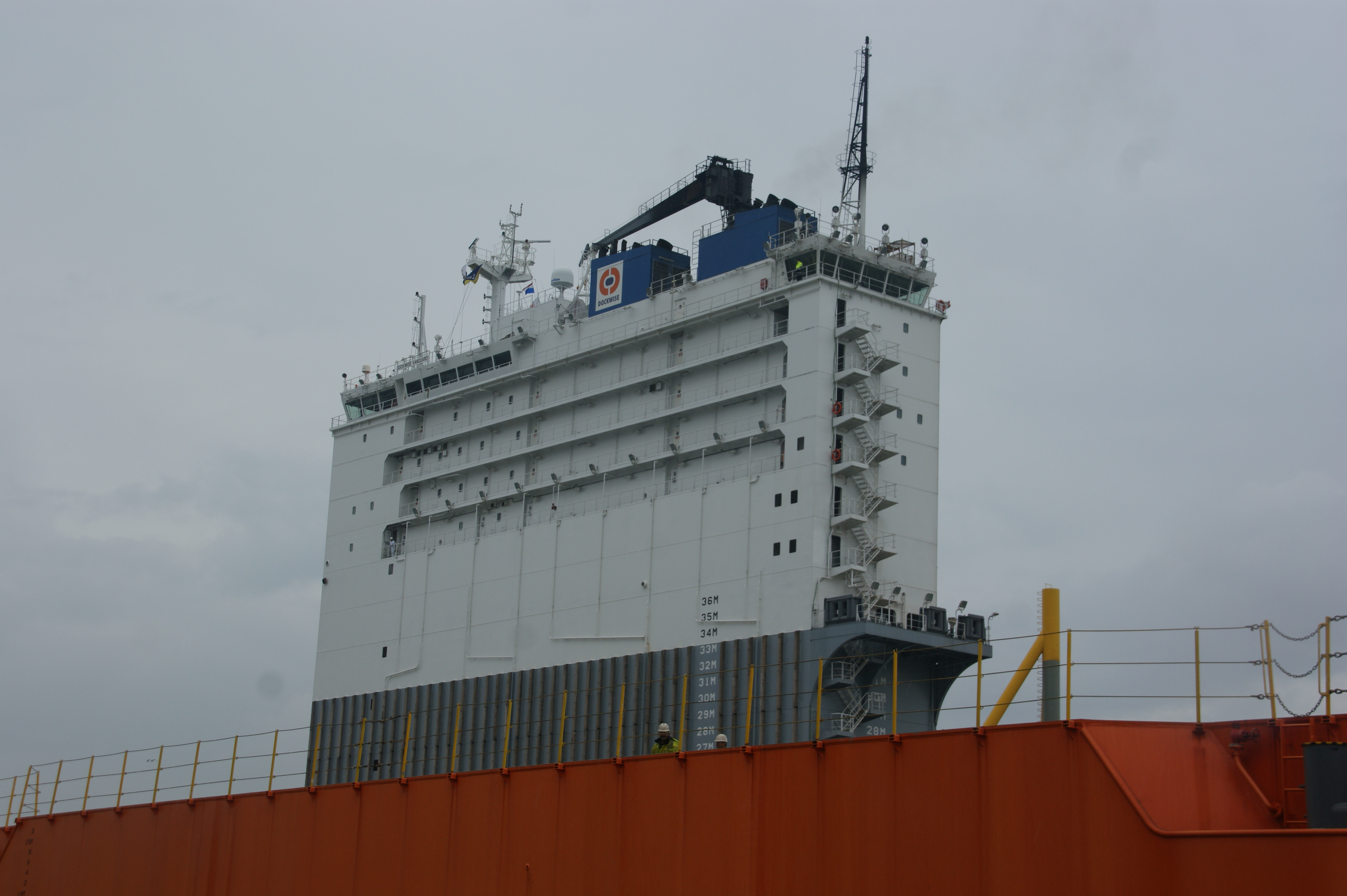
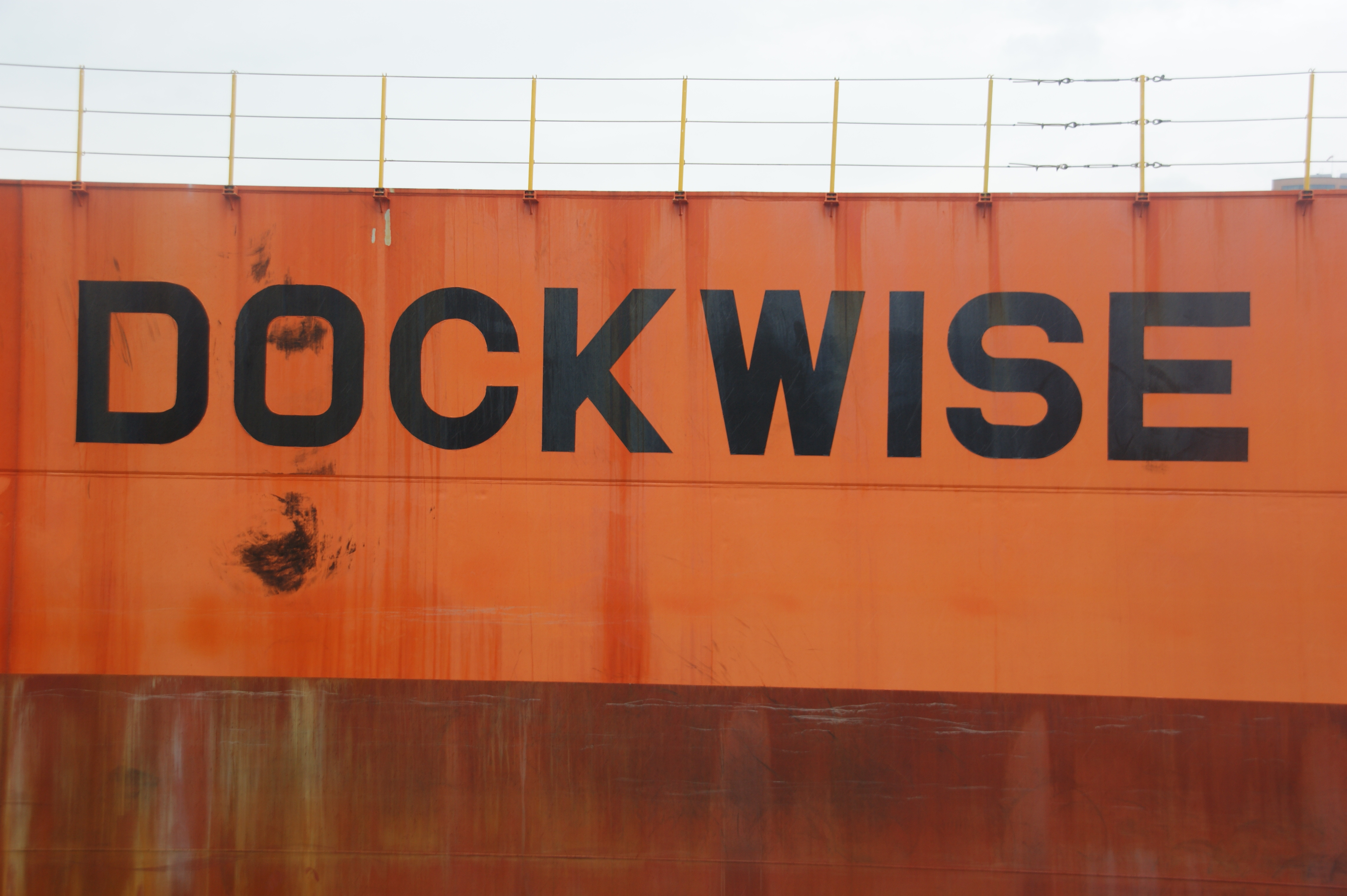
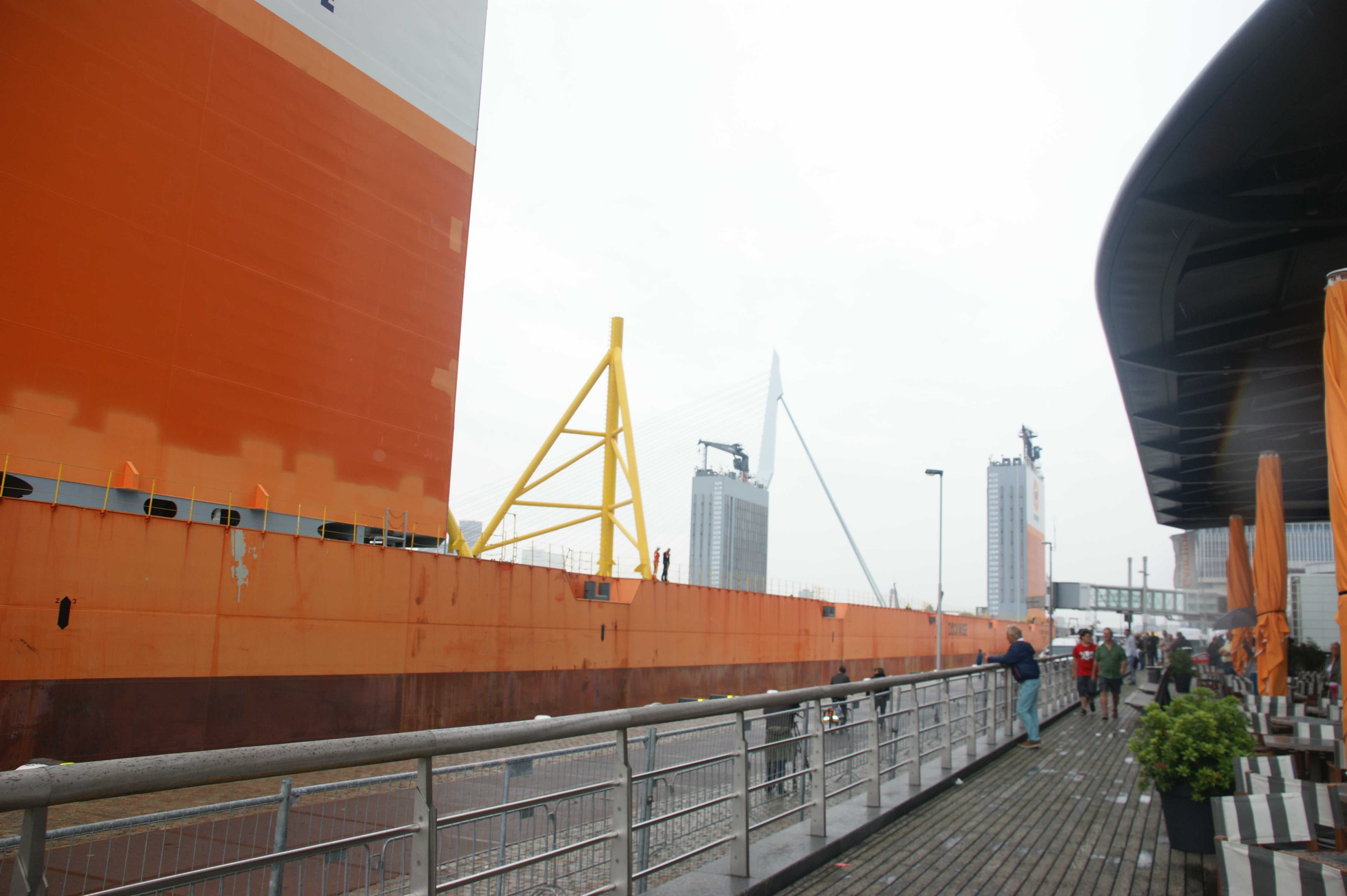
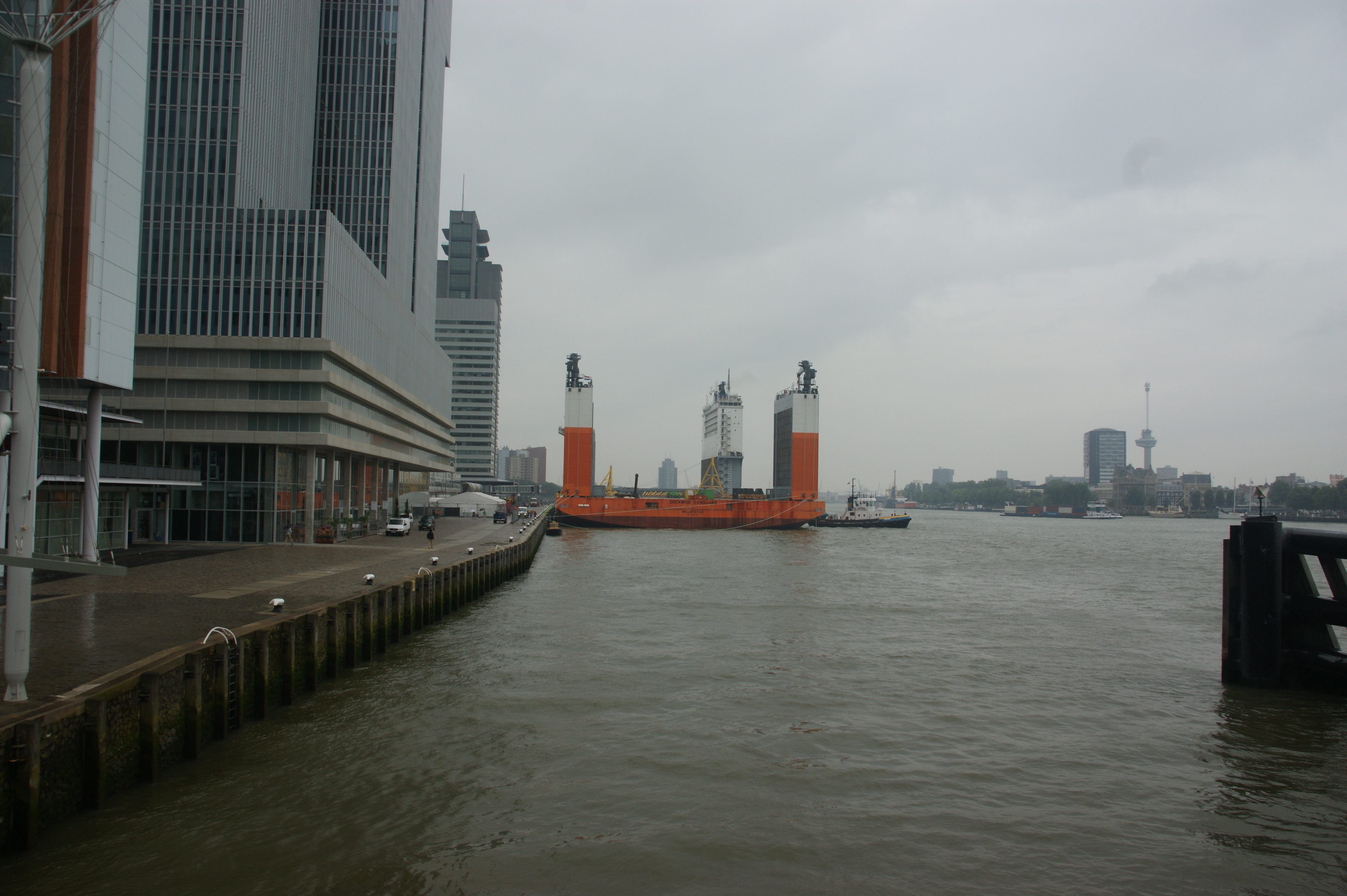